# Westphaliasaurus
Westphaliasaurus là một chi plesiosaurid đã tuyệt chủng từ Hạ Jura(tầng Pliensbachi) trong các mỏ khoáng sản ở Westfalia, tây bắc nước Đức. Nó được biết đến từ một bộ xương gần như hoàn chỉnh thiếu hộp sọ và khoảng 38% số đốt sống cổ phía trên. Nó được tìm thấy bởi Sönke Simonsen, một nhà khảo cổ học nghiệp dư, trong năm 2007 từ huyện Höxter gần Bielefeld, ở phía đông của Nordrhein-Westfalen, Đức. Nó được đặt tên lần đầu tiên bởi Leonie Schwermann và Martin Sander trong năm 2011 và tên loài điển hình là Westphaliasaurus simonsensii. Tên của chi có nguồn gốc từ tên Latinh hóa của Westfalen là Westfalia và thằn lằn, saurus. Tên của loài nhằm tôn vinh Sönke Simonsen. Ước tính nó dài khoảng 4,5 m (15 ft).